# Brakteat

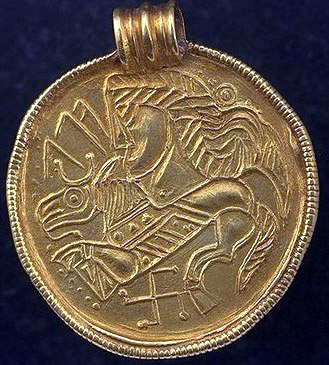
Gotländischer C-Brakteat aus Djupbrunns (IK 44) mit Runenschrift (Runen-Sequenz ALU) und Swastika

Brakteaten (von lateinisch bractea ‚dünnes Blatt von Metall oder Holz, dünnes Metallblech, Goldblättchen‘) sind Münzen oder Medaillen, die aus einem dünnen Metallblech (meist Silber oder Billon) einseitig und auf einer weichen Unterlage geprägt wurden, im Gegensatz z. B. zu den doppelseitig geprägten Denaren oder den Dünnpfennigen (Halbbrakteaten). Der Begriff Brakteat ist keine zeitgenössische Bezeichnung und wurde erstmals im 17. Jahrhundert für diesen Münztypus verwendet. Im Deutschen war früher auch die Bezeichnung Hohlmünze üblich.

## Spätantike und Frühmittelalter
Bei den germanischen Brakteaten der Völkerwanderungszeit des 5. und 6. Jahrhunderts handelt es sich um kreisrunde, einseitig per Matrizen geprägte Schmuckscheiben aus Edelmetall. Ihren Ursprung haben die Brakteaten in der Imitation spätantiker römischer Kaisermedaillons. Von den über 900 bisher gefundenen Brakteaten stammen etwa je 300 aus Dänemark und Schweden, 190 aus Norwegen, 30 aus England und 20 vom europäischen Kontinent südlich von Dänemark. Die größten Konzentrationen befinden sich auf Gotland und in Westnorwegen.
Neben den mutmaßlichen Abbildungen von Gottheiten werden Tiere dargestellt, darunter Schweine, Vögel, Phantasiegebilde und Pferde. Die Pferdebilder fallen häufig durch ihre stilisierten Vorderläufe auf (Tierstil). Etwa ein Drittel der Brakteaten tragen Runen, die sich als Texte nur zum Teil deuten lassen. Allgemein wird in der Forschung in den Brakteaten überwiegend die magische Funktion von Amuletten gesehen.
Die Brakteaten werden nach ihren Motiven in fünf Haupt-Typen in A-, B-, C-, D- und F-Brakteaten unterschieden, die wiederum jeweils in Formularfamilien aufgegliedert werden. Die Motive sind vereinfacht dargestellt:
- A-Brakteaten, eine männliche Büste im Profil
- B-Brakteaten, eine oder mehrere anthropomorphe Vollgestalten
- C-Brakteaten, ein männliches Haupt im Profil über einem Vierbeiner
- D-Brakteaten, verziert mit (Un-)Tieren oder Mischwesen.
- F-Brakteaten, die ein Tier in Seitenansicht zeigen, das denjenigen auf den C-Brakteaten ähnlicher ist als denjenigen auf D-Typen.
- Ein weiterer Motiv-Typ sind die nachvölkerwanderungszeitlichen „E-Brakteaten“, die der Vendelzeit und Wikingerzeit angehören. Von diesem Typ sind bisher mehr als 250 Exemplare bekannt, sie stammen fast zur Gänze von Gotland und sind überwiegend aus Buntmetall hergestellt, lediglich ein Drittel ist aus Gold. Als Motiv zeigen alle Stücke eine Triskele mit Tierkopfenden unter einer halbkreisförmigen, zum oberen Rand hin geöffneten Figur.

Für die Mythologie sind die Brakteaten weniger wegen ihrer Runeninschriften von Bedeutung, sondern weil sie in den bildlichen Darstellungen die Imitation des römischen Kaiserportraits schnell zugunsten der Darstellung nordischer Vorstellungen aufgaben und somit eine Fülle von Bildmaterial aus einer ansonsten schriftarmen Zeit liefern.
Bekannte Exemplare sind:
- Brakteaten (Dohna)
- Brakteat Seeland-II-C
- Brakteat von Geltorf
- Brakteaten von Nebenstedt
- Goldbrakteat aus Neuenhaus
- Schatzfund von Vindelev

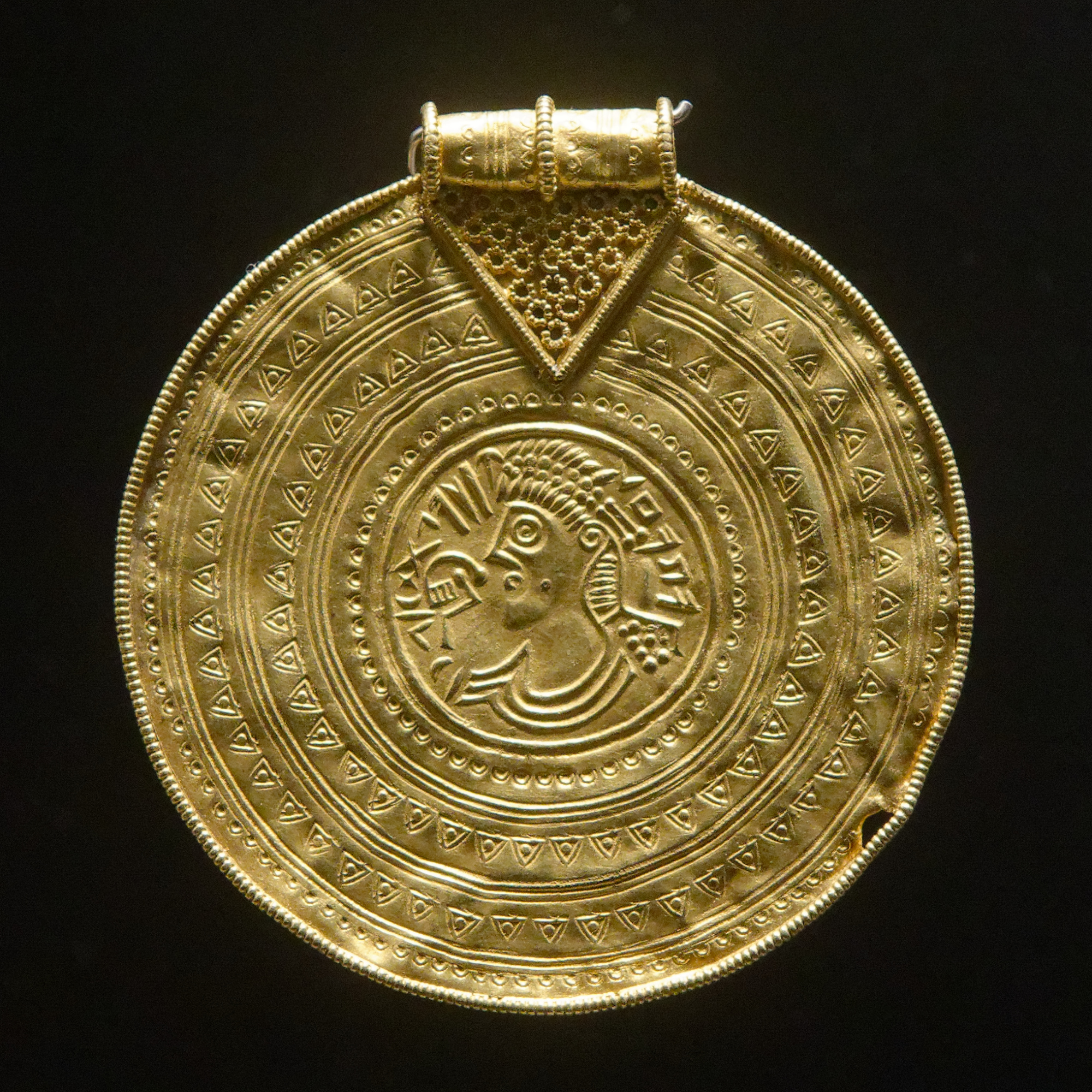
A-Brakteat, Over Hornbæk, mit Runeninschrift und Schmuckrand und -öse
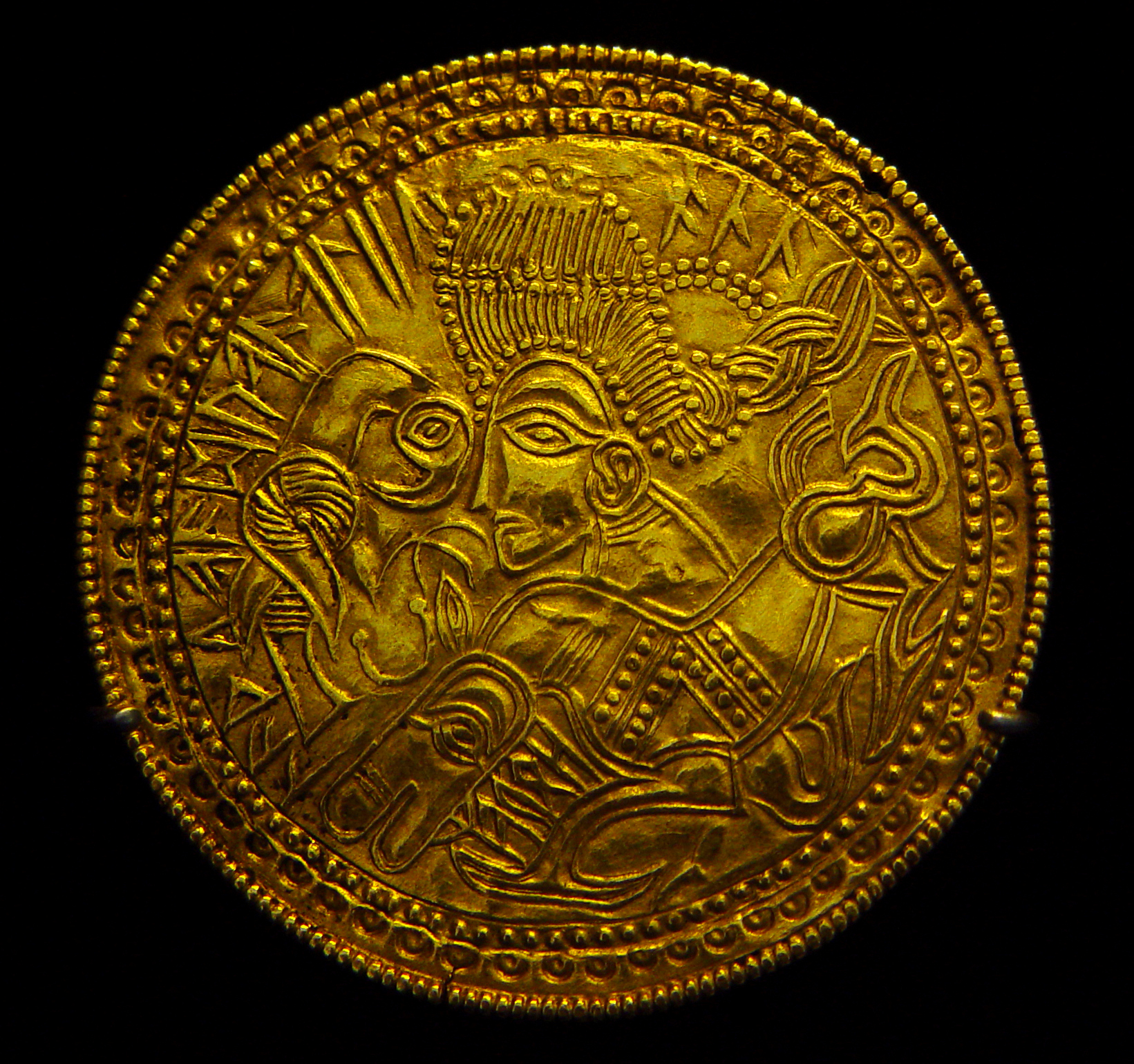
C-Brakteat, Fünen (I) (IK 58) mit Runenschrift
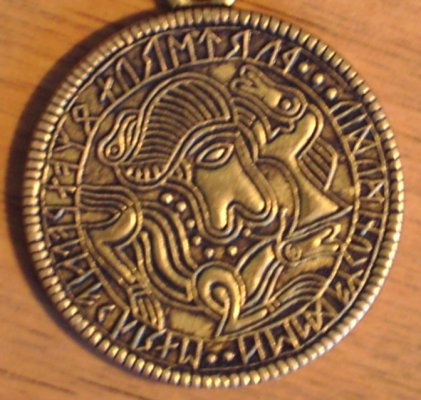
Replik eines Tjurkö Brakteaten mit Runenschrift von etwa 500 n. Chr.
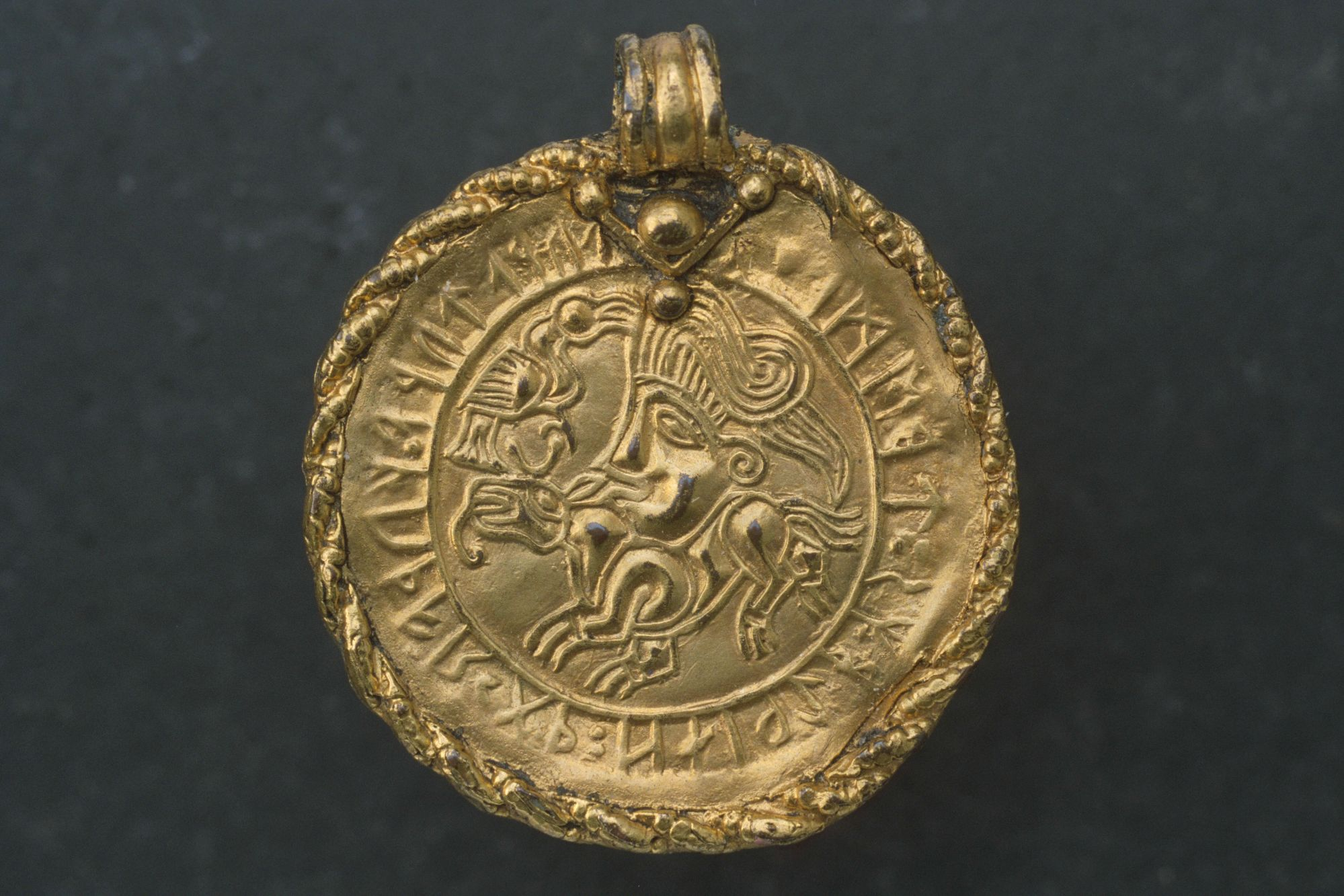
Goldbrakteat von Vadstena
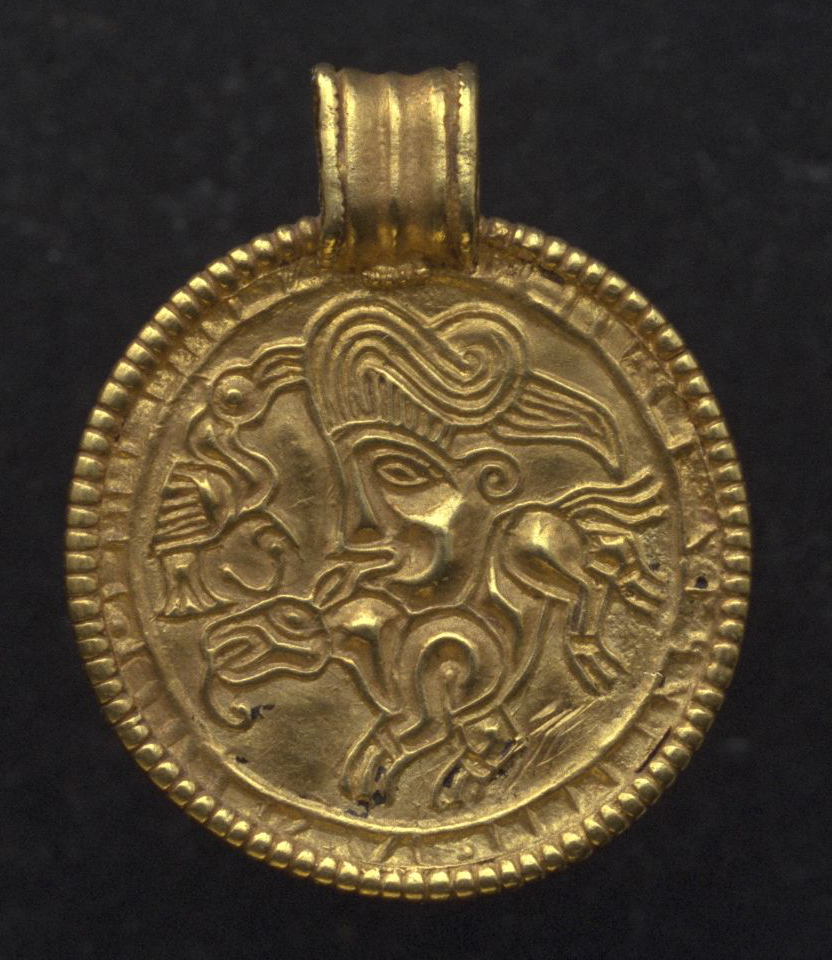
Mariedammbrakteat, stempelidentisch mit dem Brakteat vom Vadstena

## Mittelalter

### Allgemeines

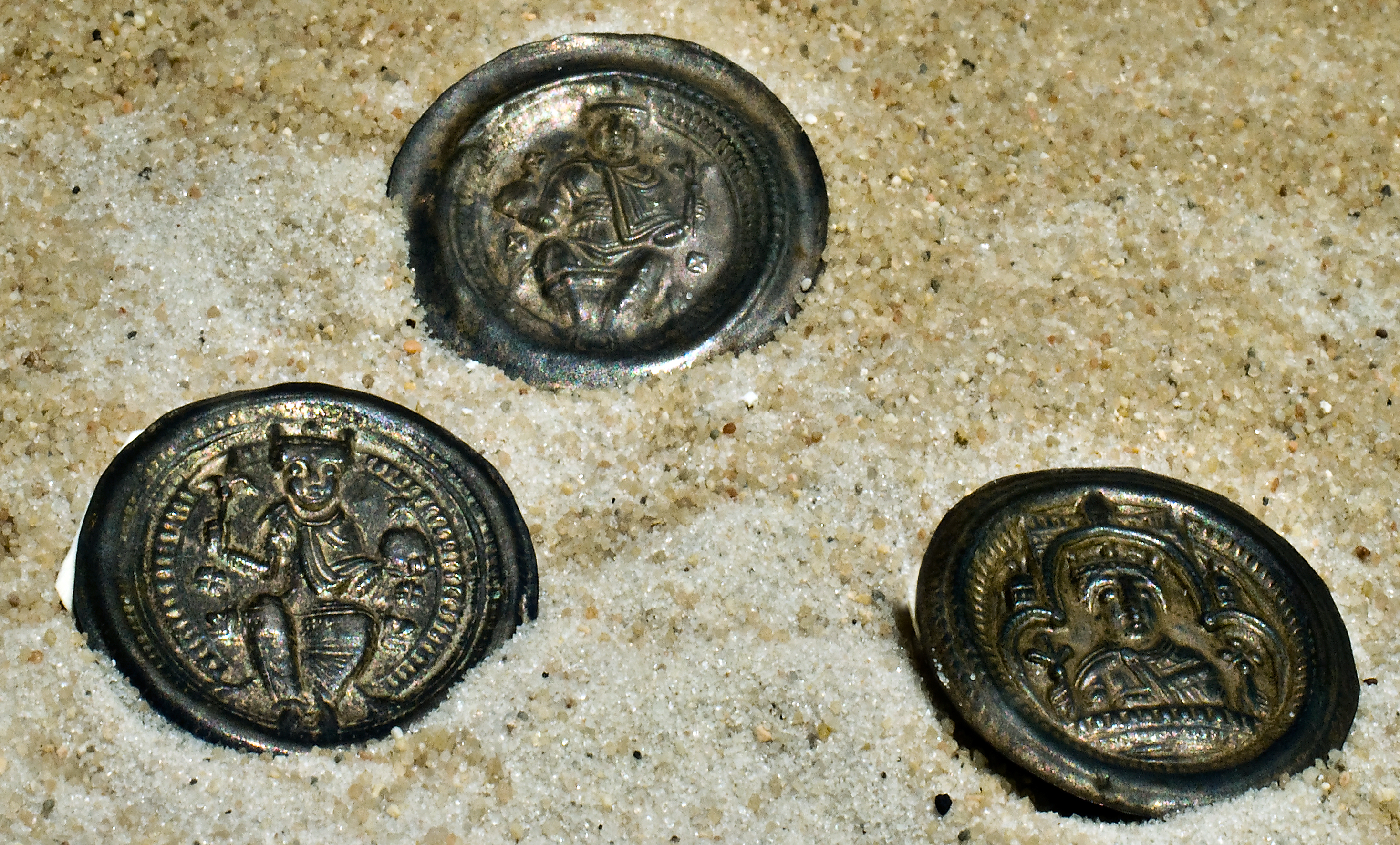
Silberne Brakteaten mit Darstellungen Friedrichs I., 12. Jahrhundert, Frankfurt am Main

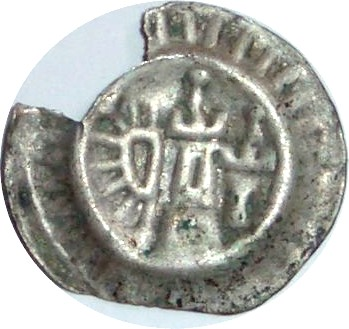
Hohlblaffert, 15. Jahrhundert, Hamburg

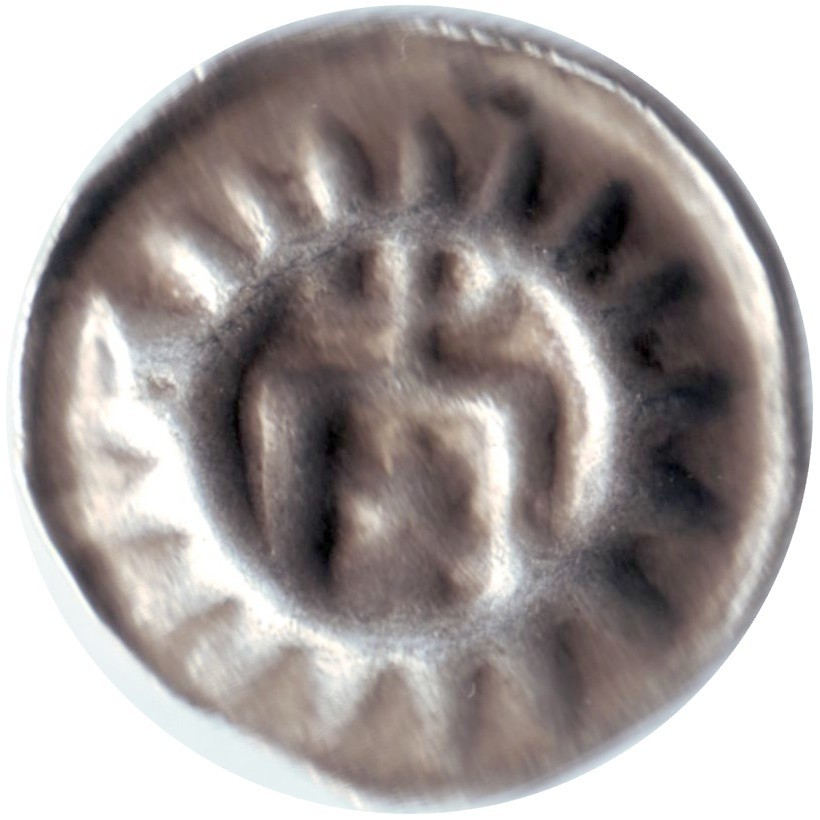
Hohlpfennig, 14. Jahrhundert, Hamburg

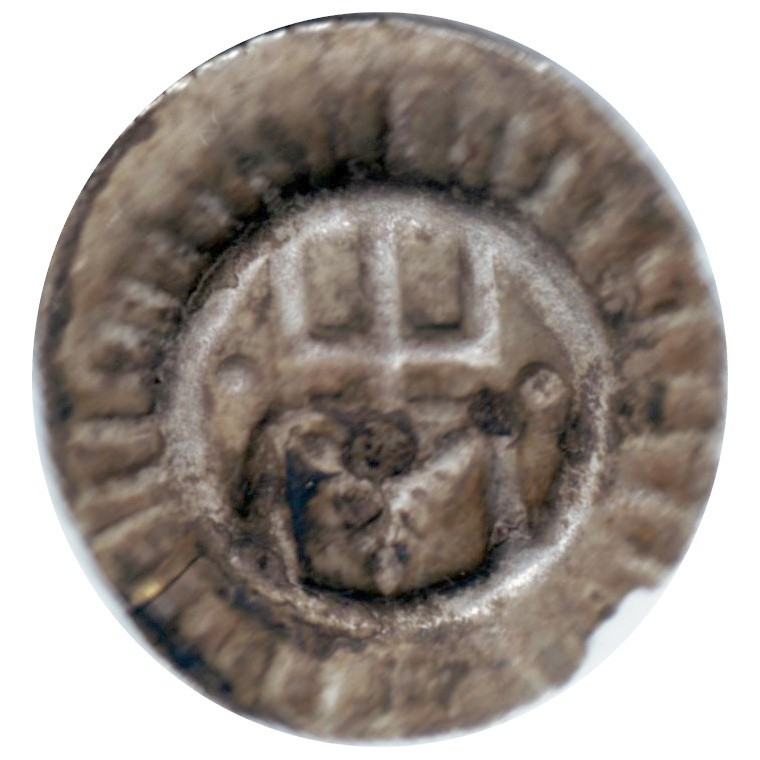
Hohlscherf, 14. Jahrhundert, Hamburg

Mittelalterliche Brakteaten (Hohlpfennige) sind einseitig aus dünnem Silberblech geprägte Pfennige mit einem Durchmesser von 22 bis 45 mm. Das Münzbild erscheint in einem hohen Relief, während die Rückseite hohl bleibt. Die große Fläche ließ viel Platz für künstlerische Darstellungen.
Brakteaten waren von Mitte des 12. Jahrhunderts bis ins 14. Jahrhundert fast im gesamten deutschsprachigen Raum (mit Ausnahme des Rheinlands, Westfalens und des Mittelrheingebiets) die vorherrschende regionale Münzsorte. Währungsgeschichtlich gesehen sind Brakteaten typisch für die regionalen Pfennigwährungen der Zeit.
In einigen Regionen wurden die Brakteaten in regelmäßigen Abständen verrufen und mussten gegen neues Geld eingetauscht werden. In Magdeburg geschah dies im 12. Jahrhundert zweimal jährlich. Dabei waren z. B. drei neue gegen vier alte Münzen zu wechseln. Die einbehaltene 4. Münze wurde als Schlaggeld bezeichnet und war oft die einzige Steuereinnahme des Münzherrn (Renovatio Monetae). Die Verrufung störte die Geschäftsinteressen alljener, die an der damaligen Geldwirtschaft beteiligt waren, namentlich die Händler, die in den deutschen Städtebünden dominierten. Gleichzeitig führte die stete Geldentwertung zu einem enormen Investitionsdrang, sodass Handwerker und Händler ihre Unternehmungen stark ausbauten, die Deutsche Hanse gegründet wurde und schlussendlich viele der heutigen Städte durch die Hanse gegründet werden konnten. Der Grund des Investitionsdruckes sehen einige darin begründet, dass niemand der letzte sein wollte, der bei den teils zweimal jährlich auftretenden Verrufungen der Brakteaten das Schlaggeld bezahlen musste und somit ja 25 % des Geldwertes verloren hätte. Das Ausbauen und Investieren in den eigenen Betrieb galt als praktischer Schutz vor der Geldentwertung und führte zu großem Wohlstand. Die Städtebünde führten dann ab 1413 einen sogenannten „Ewigen Pfennig“ ein. Mit dem Ende der Verrufungen begann das Ende der Brakteatenzeit und es wurden wieder die auch vorher üblichen dickeren und doppelseitigen Pfennige geprägt. Die letzten Brakteaten waren Wanderbrakteaten, also Präsenzzeichen von Pilgern, und waren bis zum 17. Jahrhundert in Verwendung.
Für die Brakteaten gibt es nach einem alten Handelslexicon von 1848 auch die deutsche Bezeichnung Strubben, da sie sich beim Verpacken „sträubten“. In einigen Schweizer Kantonen wurden noch bis ins 18. Jahrhundert brakteatenartige Rappen, Haller und Angster hergestellt. Brakteaten wurden im Gegensatz zu den normalen Münzen nicht in Geldbeuteln, sondern in „Brakteatenbüchsen“ transportiert, wo bis zu 40 Stück übereinandergelegt Platz fanden.

### Beschneidung
Die Prüfung des Gewichts erfolgte al marco. In der mittelalterlichen Münztechnik war das die Prüfung des Gesamtgewichts einer bestimmten Anzahl von Münzen an Stelle der Gewichtskontrolle des Einzelstücks. Eine bestimmte Anzahl der Pfennige mussten eine Gewichtsmark ergeben. In der Markgrafschaft Meißen war das die Prager Mark Silber. Bei dem ungleichmäßigen Gewicht der einzelnen Pfennige war es naheliegend, übergewichtige einfach mit der Schere durch Abschneiden am Rand auf das Durchschnittsgewicht zu bringen. Die Beschneidung war ein Kapitalverbrechen, das mit dem Abschlagen der rechten Hand geahndet wurde.

### Spezielle Formen
Eine über das gesamte Mittelalter gebräuchliche Form ist der Hohlpfennig (oder aufgrund des dünnen Bleches auch Dünnpfennig). In Norddeutschland ist er wahrscheinlich schon im 10. Jahrhundert von den Dänen oder Slawen übernommen worden, mindestens aber ist er seit dem 12. bis ins 16. Jahrhundert in Gebrauch gewesen. Er darf nicht mit Schüsselpfennigen verwechselt werden.
Üblich waren drei Werte, ein Zweipfennigstück (Blaffert) mit aufwendigem Bild, ein Einpfennigstück (auch Hohlpfennig genannt) mit grobem Bild und Hohlmünzen im Wert von einem halben Pfennig (Scherf). Allen dreien ist gemeinsam, dass sie mit gebogenem Rand geschlagen wurden, welcher häufig mit Strahlen verziert ist. Sie tragen weder Wertzahl noch Text, auf einigen sind Buchstaben zu finden. Eine Besonderheit bei den Brakteaten ist das Vorkommen geteilter Stücke. Da derartige Stücke auch in Hortfunden angetroffen werden, wird angenommen, dass derartige Teilungen üblich waren und nicht nur versehentlich auftraten: Um den vereinbarten Preis zu zahlen, wurden die Münzen einfach geteilt.

### Münzstätten

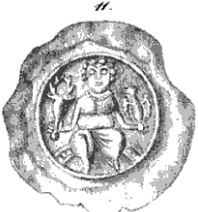
Burggrafschaft Dohna, wahrscheinlich Heinrich II. (1180–1225), Doninscher Brakteat (Dynastenbrakteat)

Die sehr seltenen Brakteaten mit Buchstaben und Umschriften sind oft die frühesten Belege für den Nachweis einer Münzstätte. Zum Beispiel ist der erste Nachweis der Münzstätte Leipzig mit Brakteaten der Umschrift MARCHIO OTTO DE LIPPI oder OTTO MARCHIO DE LIPPZINA des Markgrafen Otto des Reichen erbracht worden. Die ersten Nachweise einer Münzstätte Langensalza (Salza) lieferten Brakteaten der Herren von Salza mit der Umschrift SALZA. Brakteaten mit der Hohlrandinschrift G-O-T-A im Vergleich mit anderen Brakteaten mit stilistisch identischen Münzbildern erbrachte den ersten Nachweis der Münzstätte Gotha und der früheste Nachweis der Münzstätte Wittenberg ist mit dem Brakteat der Umschrift + BERNARDUS DUX VI nachgewiesen. Die Buchstaben VI sind die Anfangsbuchstaben der Münzstätte Wittenberg (Vitebergae). Bereits in der Zeit der Brakteatenprägungen wurden Münzmeisterzeichen verwendet, die jedoch nur selten erklärbar sind.
Der größte Teil der meißnischen Brakteaten ist zwischen 1170 und 1300 von der ersten meißnischen Münzstätte, der Freiberger Münze bereitgestellt worden. Sie war seit dem 13. Jahrhundert die Landeshauptmünzstätte der Wettiner. Neben Pfennigen wurden auch Hälblinge und Viertelchen ausgegeben. Großzahlungen erfolgten in Barrensilber.

### Material und Prägetechnik
Das Material ist fast ausschließlich Silber, nur sehr selten wurden Hohlpfennige aus Gold oder Kupfer gefunden, deren Echtheit allerdings fraglich ist. Das Exemplar eines mutmaßlich hochmittelalterlichen Gold-Brakteaten, das auf einer Auktion angeboten wurde, löste entsprechend Kontroversen um die Authentizität aus. Der Numismatiker Häberle hielt das Exemplar etwa für ein Fabrikat des Prager Münzfälschers Kilian aus dem 19. Jahrhundert.
Die Prägetechnik variierte je nach Region und Epoche. Die meisten Typen waren rund und unterschiedlich groß. In einigen Regionen wurden auch quadratische Schrötlinge verwendet, so dass durch den Prägevorgang eine vierzipflige Form entstand. Beim Prägen dünnerer Münzen wurden mitunter mehrere Münzen „übereinanderliegend“ gleichzeitig hergestellt, woraus das bei vielen Hohlpfennigen unscharfe Münzbild resultiert. Beim Schlagen einzelner Münzen wurde der Schrötling auf die vertiefte Form aufgelegt und mit einem lederbezogenen Stempel in die Form geschlagen.

### Besonderheit

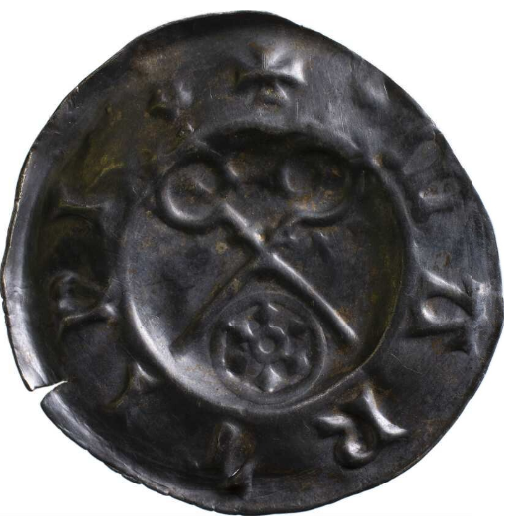
Freipfennig

Ein besonderer Pfennig ist der Freipfennig, ein Erfurter Brakteat, der zur Entrichtung einer Abgabe an den Erzbischof von Mainz diente. Der wegen der Verschlechterung der üblichen Pfennig hauptsächlich im 14. Jahrhundert geprägte spezielle Pfennig aus feinem Silber wurde als Hohlpfennig (Brakteat) ausgebracht.
Erzbischof Adalbert I. war seit 1109 bzw. 1111 bis 1137 Erzbischof von Mainz. Er löste die Dienstbarkeit der Inhaber erzbischöflichen Eigentums wie Gebäude und Äcker durch einen Erbzins (Erbpacht) ab, der in gängiger Münze zu bezahlen war. Die erhebliche Verschlechterung der Pfennigmünze war der Grund dafür, eigens zur Entrichtung einer Abgabe einen Freipfennig aus feinem Silber wertstabil auszubringen.